# Віденська ратуша
Ві́денська ра́туша (нім. Rathaus) — адміністративна споруда, побудована під керівництвом Фрідріха Шмідта у 1872–1883 роках в готичному стилі.
Висота центральної башти становить 92 м, на її вершині знаходиться один із символів Відня — «Ратгаусман» (нім. Rathausmann). Він являє собою статую із бронзи заввишки 3,4 м.
Через західний вхід, із Фрідріх-Шмідт-Плятцу можна потрапити до загально доступного Шмідтхаллє. До уваги, при відвіданні Віденської ратуші варто також взяти Фестзааль, Зал міського сенату та башту.
Перед ратушею облаштований парк, у якому постійно відбуваються різноманітні концерти. Перед Різдвом у парку перед ратушею проходить традиційний ярмарок Крісткіндльмаркт. Взимку численні стежки парку перетворюють у ковзанки, створюючи вражаючий комплекс для катання на ковзанах «Льодяна мрія».

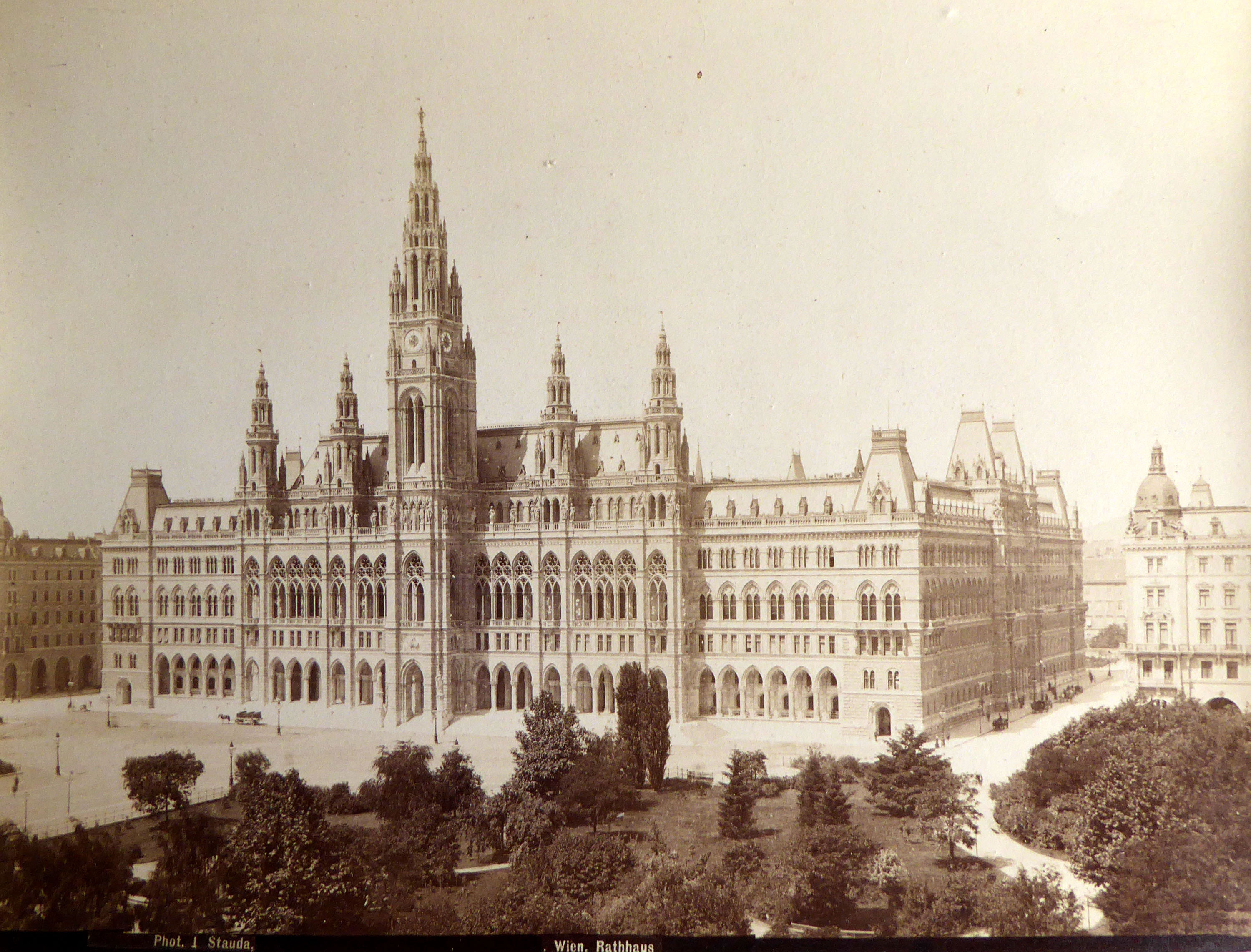
City hall, прибл. 1885

До середини 19-го століття офіси в старій мерії Відня стали надто маленькими.
Коли у 1860-х роках була прокладена розкішна Рінгштрассе, було започатковано конкурс на будівництво нової ратуші, який виграв німецький архітектор Фрідріх Шмідт.
Мер Каетан Фельдер закликав розташовуватись на бульварі, де одночасно були побудовані численні представницькі будівлі, такі як Віденська державна опера, Будівля парламенту Австрії, головна будівля Віденського університету або Бурґтеатр. Будівельні витрати, які склали в цілому близько 14 млн. гульденів, після тривалих дебатів взяли на себе місто Відень та імператорсько-королівським урядом.

## Зображення

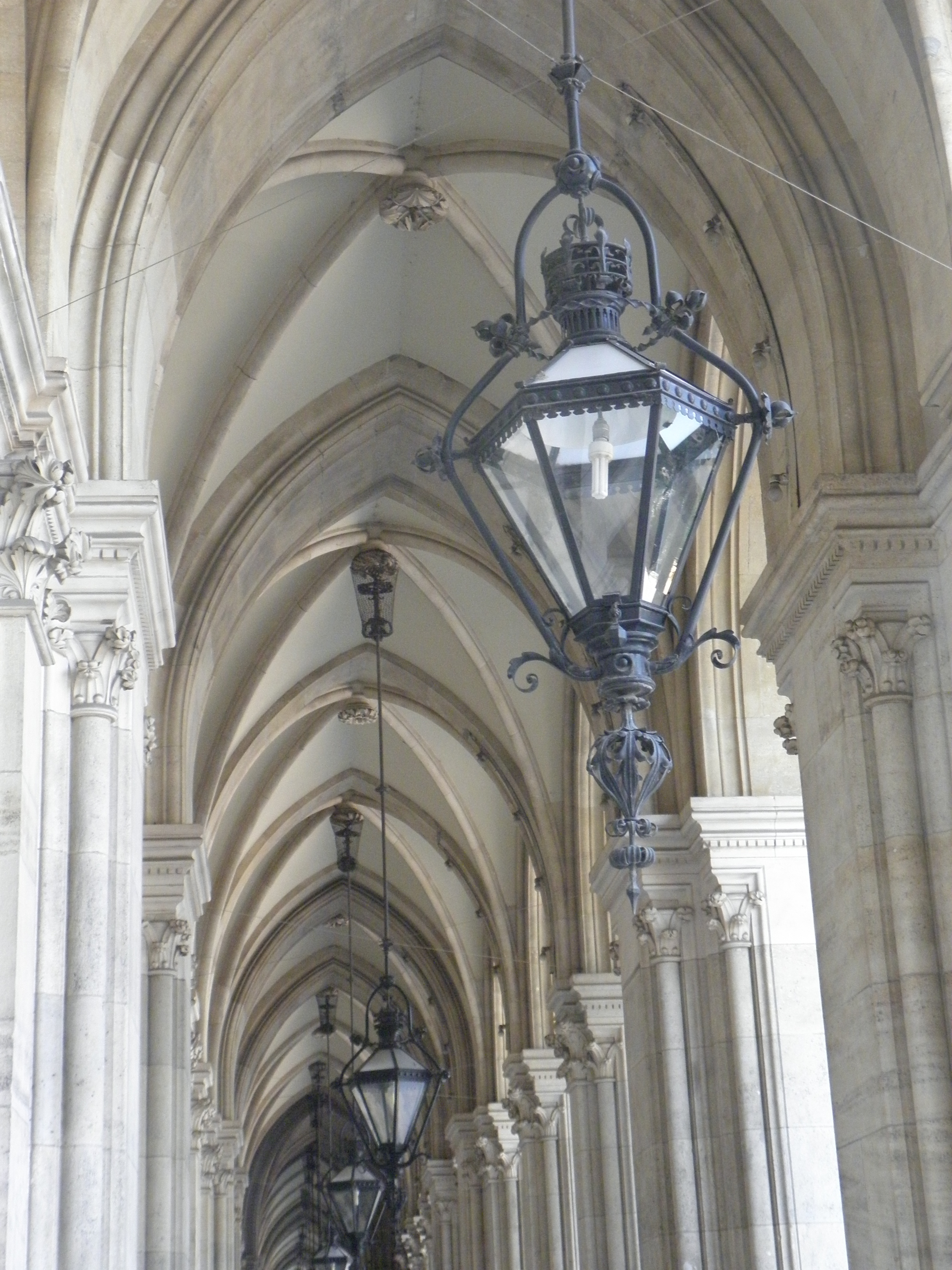
Фрагмент галереї у неоготичному стилі
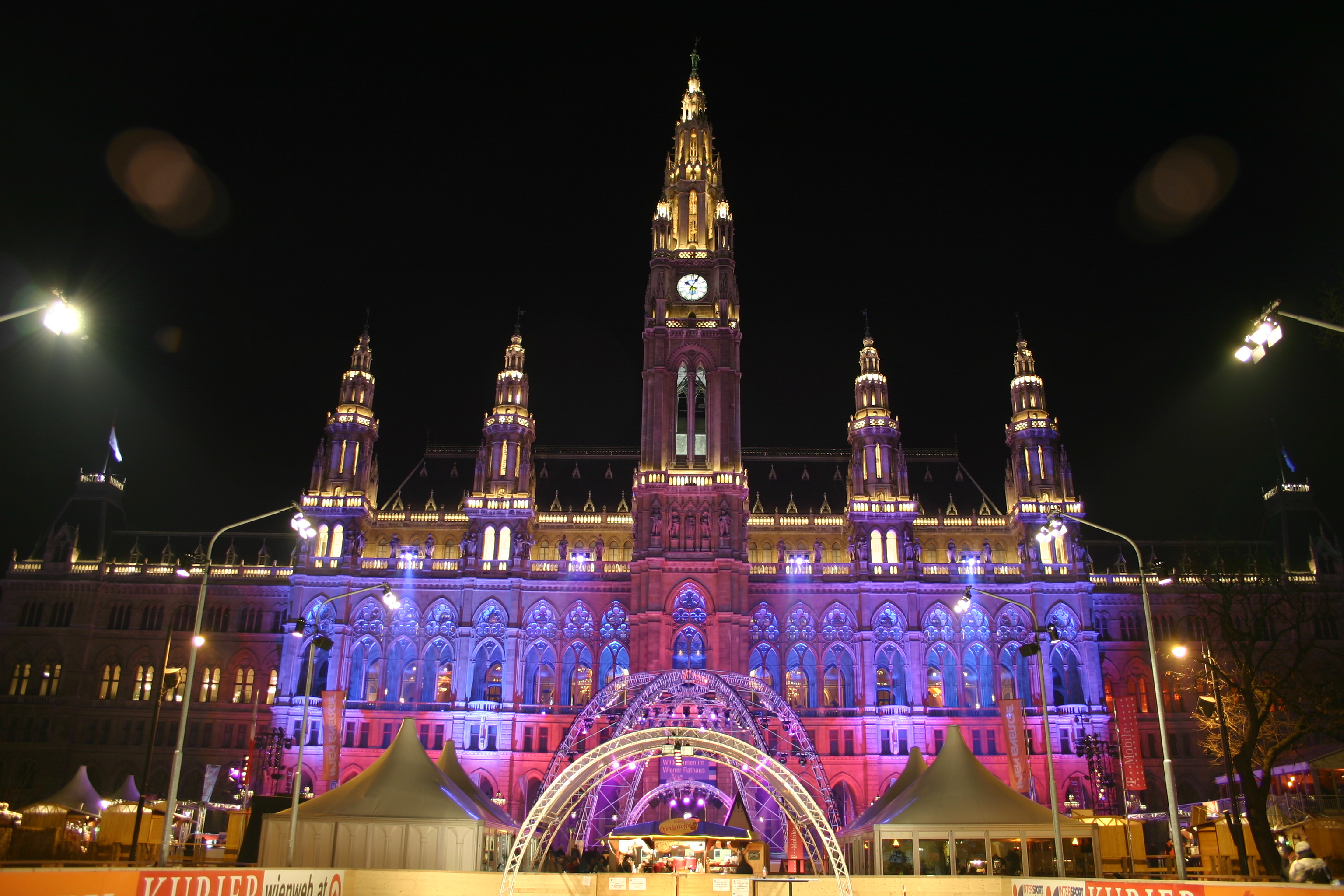
Віденська ратуша уночі